# 国鉄NC2形コンテナ

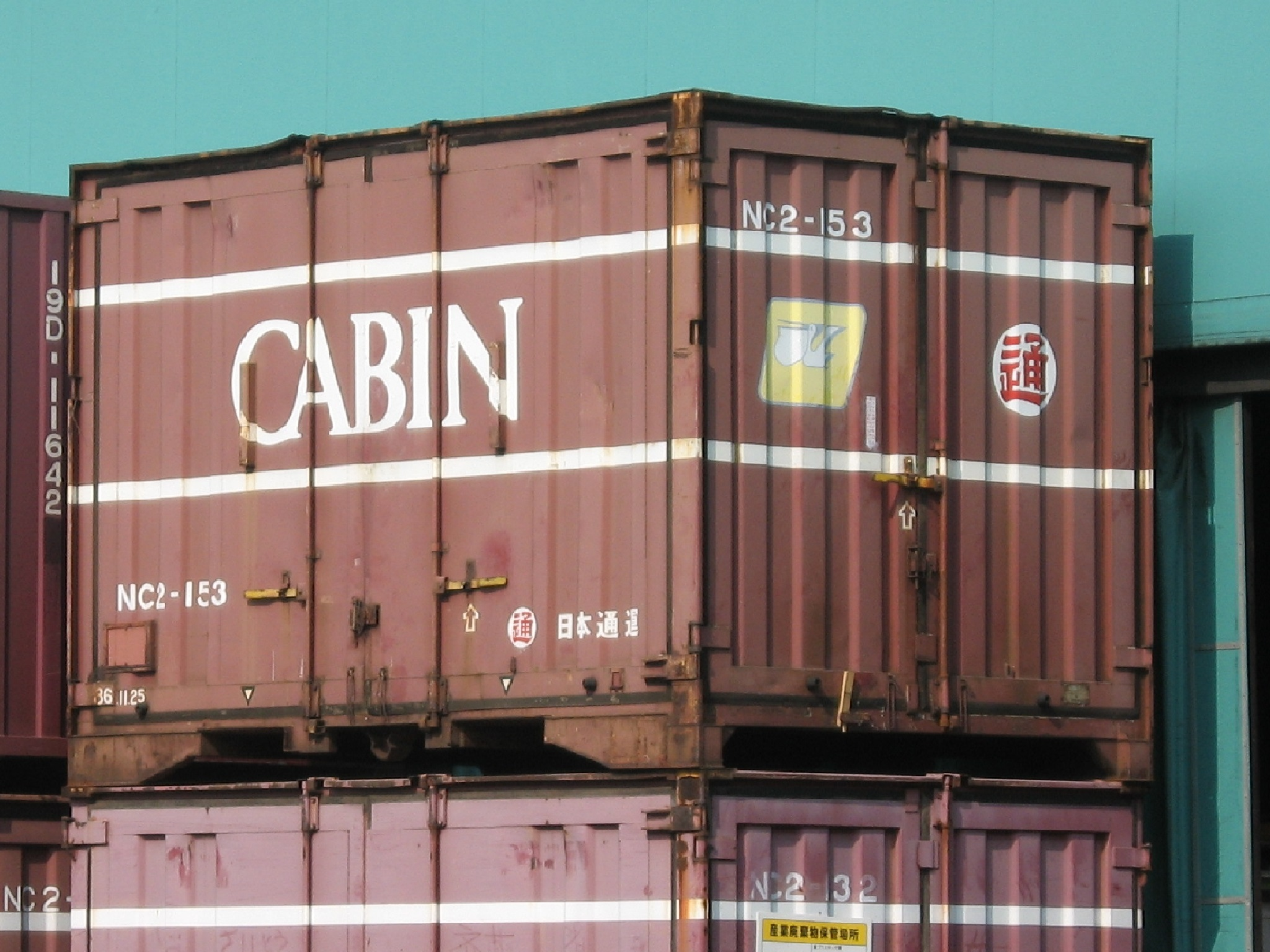
NC2-153 日本通運所有

国鉄NC2形コンテナ（こくてつNC2がたコンテナ）は、1986年（昭和61年）5月から製造された日本通運（日通）が所有し、日本国有鉄道（国鉄）および1987年（昭和62年）4月の国鉄分割民営化後は日本貨物鉄道（JR貨物）に籍を有した、側面がL字2方開きの12 ft私有コンテナ（有蓋コンテナ）である。本形式は、軽量品ながらもかさばる荷物の積載個数アップのために、いわゆる背高コンテナとして開発された。日通の主力荷主である日本たばこ産業の典型的な「軽量品ながらもかさばる荷物」であるタバコ専用輸送用として、4 - 203番までの200個が他のコンテナとの差別化と、荷主アピールサービスの一環としてタバコの銘柄であるCABINのカラーリングで全国で運用された。
内容積は富士重工業製で約18 m3、東急車輛製造製は約17 m3と、若干の差異がある。引退後は、背高タイプであることから使い勝手の良さが好まれ、倉庫等に多数転用された。またJR貨物へ移行後に各種の背高タイプが登場したので、日通所有の私有コンテナとしての後継形式は特に製作されず、JR貨物の汎用背高タイプや変り種としては、日本石油輸送が開発したUR17A形・UR18A形といった冷蔵コンテナも使われた。

## ロット
1 - 3
1986年5月、東急車輛製造・富士重工業・日本車輌製造の3社で試作された。カラーリングは、前級のNC1形と同じ「ペリカン便」であるが、背高になっている側面最上部の部分が紺色に塗装されNC-1と識別できるようになっていた。
4 - 68
1986年10月、富士重工業にて製造。
69 - 203
1986年10月、東急車輛製造にて製造。